# アダム・コンリー
アダム・マイケル・コンリー（Adam Michael Conley, 1990年5月24日 - ）は、アメリカ合衆国ワシントン州キング郡レドモンド出身の元プロ野球選手（投手）。左投左打。

## 経歴

### プロ入り前
2008年のMLBドラフト32巡目（全体966位）でミネソタ・ツインズから指名されたが、この時は契約せずワシントン州立大学へ進学した。

### プロ入りとマーリンズ時代
2011年のMLBドラフト2巡目（全体72位）でフロリダ・マーリンズから指名され、プロ入り。契約後、傘下のルーキー級ガルフ・コーストリーグ・マーリンズでプロデビューし、2試合に登板した。
2012年はA級グリーンズボロ・グラスホッパーズとA+級ジュピター・ハンマーヘッズでプレーし、2球団合計で26試合に先発登板して11勝5敗、防御率3.47、135奪三振を記録した。
2013年はAA級ジャクソンビル・サンズでプレーし、26試合（先発25試合）に登板して11勝7敗、防御率3.25、129奪三振を記録した。
2014年はA+級ジュピターとAAA級ニューオーリンズ・ゼファーズでプレーし、AAA級ニューオーリンズでは12試合（先発11試合）に登板して3勝5敗、防御率6.00、48奪三振を記録した<。オフの11月20日に40人枠入りした。
2015年はAAA級ニューオーリンズで開幕を迎えた。6月8日にメジャー初昇格を果たし、10日のトロント・ブルージェイズ戦でメジャーデビュー。この後2度の降格があったが、8月からは先発ローテーションに定着。最終的に15試合（先発11試合）に登板して4勝1敗、防御率3.76、59奪三振を記録した。
2016年は先発ローテーションに入り、25試合に先発登板した。8勝6敗、防御率3.85、WHIP1.40という一定の成績を残したが、規定投球回未達ながらナショナルリーグワースト4位タイの11死球、同6位タイの9暴投を記録した。
2017年は22試合（先発20試合）に登板して8勝8敗、防御率6.14、72奪三振を記録した。
2018年からはリリーフに回り、52試合に登板して3勝4敗3セーブ、防御率4.09、50奪三振を記録した。
2019年は60試合に登板して2勝11敗2セーブ、防御率6.53、53奪三振を記録した。
2020年8月30日にDFAとなり、9月6日にマイナー契約となった。9月28日にFAとなった。

### 楽天時代
2020年12月12日に東北楽天ゴールデンイーグルスと契約合意した。背番号は71。1年契約で、推定年俸は70万ドル（約7,350万円）。しかし、新型コロナウイルスの感染拡大の影響で、ともに来日することを希望していた家族に対するビザ発給が難航して来日の見通しが立たないため、日本でのプレーを断念し、2021年5月6日に球団、コンリー双方同意の下での契約解除が発表された。

### レイズ時代
2021年5月11日、タンパベイ・レイズとマイナー契約を結んだ
。傘下のAAA級ダーラム・ブルズでのプレーを経て8月14日にメジャーに昇格し、翌15日のミネソタ・ツインズ戦で移籍後初登板を果たした。この年メジャーでは17試合に登板して防御率2.29、19奪三振を記録した。オフの11月7日にDFAとなった後、FAとなった。
2022年3月11日に現役引退を発表した。

## 投球スタイル
速球のスピードは147～150km/h程度だが、長い腕を振ってクロスファイア気味に投げるため、打者は球の出どころが見えにくい。また、怖いもの知らずの性格で、右打者のインサイドに速球やスライダーを躊躇なく投げ込んでくる。薬指と小指を使う変わった握り方のチェンジアップはジェイミー・モイヤーのインタビュー映像を見て習得した。

## 詳細情報

### 年度別投手成績
| 年 度    | 球 団    | 登 板 | 先 発 | 完 投 | 完 封 | 無 四 球 | 勝 利 | 敗 戦 | セ 丨 ブ | ホ 丨 ル ド | 勝 率 | 打 者 | 投 球 回 | 被 安 打 | 被 本 塁 打 | 与 四 球 | 敬 遠 | 与 死 球 | 奪 三 振 | 暴 投 | ボ 丨 ク | 失 点 | 自 責 点 | 防 御 率 | W H I P |
| -------- | -------- | ----- | ----- | ----- | ----- | -------- | ----- | ----- | -------- | ----------- | ----- | ----- | -------- | -------- | ----------- | -------- | ----- | -------- | -------- | ----- | -------- | ----- | -------- | -------- | ------- |
| 2015     | MIA      | 15    | 11    | 0     | 0     | 0        | 4     | 1     | 0        | 0           | .800  | 281   | 67.0     | 65       | 7           | 21       | 1     | 3        | 59       | 0     | 0        | 28    | 28       | 3.76     | 1.28    |
| 2016     | MIA      | 25    | 25    | 0     | 0     | 0        | 8     | 6     | 0        | 0           | .571  | 584   | 133.1    | 125      | 13          | 62       | 7     | 11       | 124      | 9     | 0        | 59    | 57       | 3.85     | 1.40    |
| 2017     | MIA      | 22    | 20    | 0     | 0     | 0        | 8     | 8     | 0        | 0           | .500  | 463   | 102.2    | 114      | 19          | 42       | 4     | 8        | 72       | 5     | 0        | 74    | 70       | 6.14     | 1.52    |
| 2018     | MIA      | 52    | 0     | 0     | 0     | 0        | 3     | 4     | 3        | 16          | .429  | 202   | 50.2     | 37       | 5           | 18       | 1     | 1        | 50       | 3     | 0        | 25    | 23       | 4.09     | 1.09    |
| 2019     | MIA      | 60    | 0     | 0     | 0     | 0        | 2     | 11    | 2        | 6           | .154  | 283   | 60.2     | 76       | 10          | 29       | 6     | 3        | 53       | 2     | 0        | 45    | 44       | 6.53     | 1.73    |
| 2021     | TB       | 17    | 0     | 0     | 0     | 0        | 0     | 0     | 0        | 2           | ----  | 76    | 19.2     | 14       | 2           | 6        | 0     | 2        | 16       | 0     | 0        | 5     | 5        | 2.29     | 1.02    |
| MLB：6年 | MLB：6年 | 191   | 56    | 0     | 0     | 0        | 25    | 30    | 5        | 24          | .455  | 1889  | 434.0    | 431      | 56          | 178      | 19    | 28       | 374      | 19    | 0        | 236   | 227      | 4.71     | 1.40    |

### 年度別守備成績
| 年 度 | 球 団 | 投手（P） | 投手（P） | 投手（P） | 投手（P） | 投手（P） | 投手（P） |
| 年 度 | 球 団 | 試 合     | 刺 殺     | 補 殺     | 失 策     | 併 殺     | 守 備 率  |
| ----- | ----- | --------- | --------- | --------- | --------- | --------- | --------- |
| 2015  | MIA   | 15        | 0         | 9         | 0         | 0         | 1.000     |
| 2016  | MIA   | 25        | 4         | 15        | 1         | 0         | .950      |
| 2017  | MIA   | 22        | 2         | 11        | 0         | 1         | 1.000     |
| 2018  | MIA   | 52        | 2         | 2         | 0         | 0         | 1.000     |
| 2019  | MIA   | 60        | 3         | 10        | 0         | 2         | 1.000     |
| 2021  | TB    | 17        | 4         | 1         | 0         | 0         | 1.000     |
| MLB   | MLB   | 191       | 15        | 48        | 1         | 3         | .984      |

### NPB記録
- 一軍公式戦出場なし

### 背番号
- 61（2015年 - 2019年）
- 71（2021年 - 同年5月12日）
- 55（2021年8月14日 - 同年終了）